# Perse (titano)
Perse (in greco antico: Πέρσης?, Pèrses) è un personaggio della mitologia greca, un titano della distruzione.

## Genealogia
Figlio di Euribia e di Crio e 
fratello di Astreo e Pallante, sposò Asteria, che lo rese padre di Ecate.

## Mitologia
Come gli altri titani, prese parte alla titanomachia, la battaglia tra i titani e gli dei dell'Olimpo. Dopo la loro sconfitta, fu fatto precipitare nel Tartaro, la parte più profonda degli Inferi.

## Nella cultura di massa
Perse appare nel videogioco God of War III, dove partecipa all'assalto dell'Olimpo insieme agli altri Titani e Kratos.